# 제임스 비들

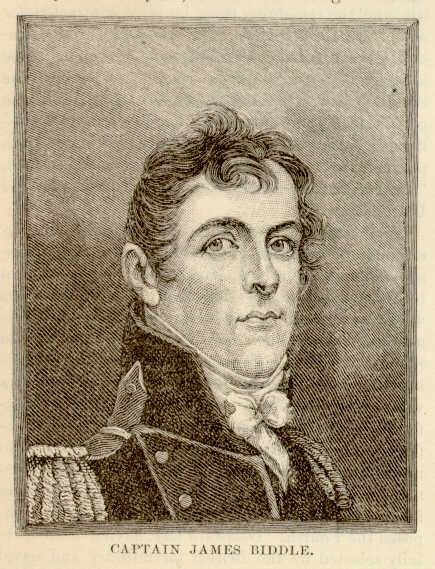
제임스 비들 선장 (1783-1848)

제임스 비들(James Biddle, 1783년 2월 18일 - 1848년 10월 1일)은 미합중국 필라델피아 명문가 출신의 미국 해군 장교이다. 1846년에는 동인도 함대 사령관으로서 일본 개국을 시도했지만 실패했다.

## 생애

### 청년기까지
펜실베이니아주 필라델피아에서 태어나 펜실베이니아 대학에 입학했다. 대학 졸업 후 1800년 생도로 미국 해군에 들어갔다. 1801년 제1차 바르바리 전쟁에 종군했다. 비들이 승함하고 있던 프리깃 ‘필라델피아 호’(USS Philadelphia)는 트리폴리 앞바다에서 좌초되었다. 사령관 윌리엄 베인브리지 대장은 해적에게 붙잡혀 19개월 동안 포로 생활을 했다.
영국과 1812년 전쟁이 발발했을 때, 비들은 전투 슬루프 ‘와스프’(USS Wasp)에 탑승한 중위였다. 그 다음에는 전투 슬루프 ‘호넷’(USS Hornet)에 승조하여, 1815년에 영국 해군 슬루프 ‘펭귄함’(HMS Penguin)을 물리쳤다.
1817년에는 영국과 오리건 분쟁으로 컬럼비아 강에 파견되어 1818년에 임무를 완료했다.
미영 전쟁이 끝난 후 비들은 멕시코만, 남대서양과 지중해에서 미국 선박 보호 임무를 맡았다.
1830년 비들과 미국 영사 데이비드 오플리는 오스만 제국 정부와 협상을 통해 조약을 체결하는데 성공했다. 이후에 이 협약은 오스만 제국의 미국 시민의 치외법권 특권에 사용되었다.

### 아시아 원정

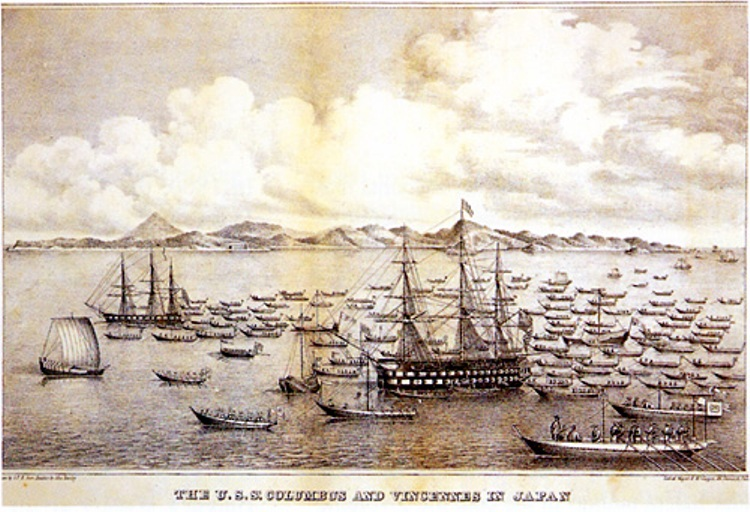
우라가에 정박한 콜럼버스와 빈센스

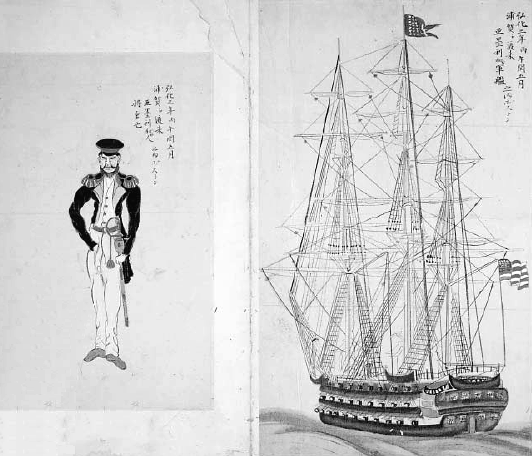
일본 화가가 그린 빈센스와 승무원

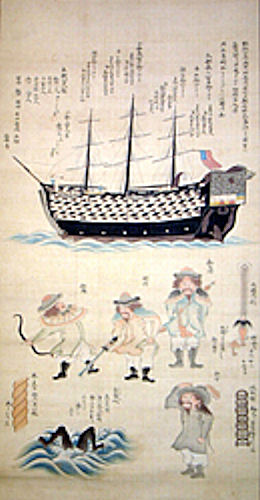
일본인들이 본 우라가의 미국 함선

1845년 12월 비들은 미국이 청나라와 맺은 최초의 조약인 〈왕샤 조약〉의 비준서의 교환을 위해 광저우 교외 푼통(泮塘)으로 갔다.
비들은 국무부 장관이었던 존 C. 칼훈으로부터 청나라 공사로 머물고 있던 케일럽 쿠싱에게 일본과 외교 교섭을 시작하라는 지령서를 가지고 있었다. 그러나 쿠싱은 이미 귀국한 뒤였다. 또한 그의 후임인 알렉산더 에버렛(Alexander H. Everett)은 일본행 항해를 견딜 수 있는 건강 상태가 아니었다. 따라서 비들은 스스로 일본과 협상을 할 것을 결정했다.
1846년 7월 7일, 비들은 전열함 ‘콜럼버스’(USS Columbus)와 전투 슬루프 ‘빈센스’(USS Vincennes)를 이끌고 일본을 향해 마카오를 출항하여 7월 19일에 우라가에 입항했다. 그러나 일본의 배가 즉시 두 함을 둘러싸고 상륙을 허용하지 않았다. 비들은 왕샤 조약과 같은 조약을 일본과 체결하고자 한다는 취지를 전달했다. 며칠 후 일본 장부의 작은 배가 콜럼버스에 접근하여 막부의 공식 답변을 전달하기 위해 일본 선박으로 갈아타 달라고 제안했다. 비들은 주저했지만, 동의했다. 비들이 일본 선박에 탑승하려고 할 때 통역의 실수로 호위 무사가 비들을 때렸고, 칼을 뽑아드는 상황이 발생했다. 비들은 콜럼버스로 돌아갔으며, 일본 측은 사과를 했다. 결국 막부로부터 나온 답변은 네덜란드 이외의 통상은 할 수 없으며, 외교 관계 또한 모두 나가사키에서 처리하기 때문에 그쪽으로 회항해 달라는 것이었다.
비들은 “참을성 있게 미국에 대한 적개심과 불신을 부추기는 일이 없도록” 협상하라는 명령을 받았기 때문에, 더 이상의 교섭을 중단하고 7월 29일 두 함은 우라가를 출항했다. 그 때, 범선에서 바람이 없어 우라가에서 나올 수 없게 된 사태에 빠져 견인을 요청한 사태도 일어났다. 또한 비들이 내방하는 것은 그해 네덜란드 풍설서(정보서)를 통해 일본 측에 통보되었다.
비들은 콜럼버스 함을 이끌고 태평양을 횡단하여 12월에는 칠레의 발파라이소에 도착했다. 미국-멕시코 전쟁의 발발에 따라, 다음 해 1847년 3월 2일에는 캘리포니아의 몬터레이 해안으로 이동했다. 그래서 태평양 함대와 합류하였고, 선임이었던 비들은 미국 태평양 함대의 사령관이 되었다.
7년 후, 매튜 C. 페리는 일본을 개국시키는데 성공한다. 페리 제독은 비들의 실패를 연구하였고, 포함외교에 의해 일본을 개국시킨 것이다.
1848년 10월 1일 비들은 필라델피아에서 사망했으며, 이곳의 교회 묘지에 묻혔다.

## 같이 보기
- 매튜 페리
- 흑선 내항